# Montmahoux
Montmahoux település Franciaországban, Doubs megyében. Lakosainak száma 91 fő (2022. január 1.). Montmahoux Crouzet-Migette, Déservillers, Gevresin, Nans-sous-Sainte-Anne, Levier és Éternoz-Vallée-du-Lison községekkel határos.

## Népesség
A település népességének változása:
| Lakosok száma | 106  | 76   | 80   | 71   | 113  | 100  | 93   | 91   | 91   | 91   |
|               | 1968 | 1982 | 1990 | 2006 | 2013 | 2015 | 2017 | 2019 | 2020 | 2022 |